# Eddie Murray (Footballspieler)
Edward Peter „Eddie“ Murray (* 29. August 1956 in Halifax, Nova Scotia, Kanada), Spitzname: Money ist ein ehemaliger American-Football-Spieler. Er spielte als Kicker in der National Football League (NFL).

## Jugend
Eddie Murray wurde in Halifax geboren und besuchte in Victoria die Highschool. Auf der Schule spielte er Canadian Football. Nach seinem Schulabschluss arbeitete er zunächst ein Jahr in der kanadischen Holzindustrie. Ein kanadischer Trainer der Tulane University war allerdings auf den talentierten Footballspieler aufmerksam geworden und Murray schloss sich diesem College an.

## Spielerlaufbahn

### Collegekarriere
Die Leistungen von Eddie Murray halfen den Tulane Green Waves 1977 zu acht Siegen bei drei Niederlagen. Diese Leistung hat bis zu diesem Zeitpunkt noch keine Collegemannschaft aus Tulane erreicht. In den Jahren 1978 und 1979 wurde er zum All American gewählt, ferner erfolgte 1979 die Wahl in die Staatsauswahl von Louisiana. Trotz zweier von ihm erzielten Field Goals verloren die Tulane Green Waves 1979 den Liberty Bowl gegen das Team der Pennsylvania State University mit 9:6.

### Profikarriere
Eddie Murray wurde 1980 in der siebten Runde an 166. Stelle von den Detroit Lions gedraftet. Ein Angebot der Hamilton Tiger Cats aus der Canadian Football League (CFL) schlug er aus. 1983 konnte er mit seiner von Monte Clark trainierten Mannschaft aus Detroit in die Play-offs einziehen, wo man frühzeitig an den San Francisco 49ers mit 24:23 scheiterte. Murray hatte mit drei Field Goals die Niederlage der Mannschaft nicht verhindern können. Während der regular Season 1991 gewannen die Lions zwölf von sechzehn Spielen und trafen nach einem 38:6-Sieg über die Dallas Cowboys im Divisional-Play-off-Spiel im anschließenden NFC Championship Game auf die Washington Redskins. Murray gelang gegen die Redskins ein Field Goal, trotzdem gingen die Lions mit einer 41:10-Niederlage vom Platz. Nach dieser Saison verließ Murray die Lions und wurde durch Jason Hanson ersetzt.
Über die Kansas City Chiefs und die Tampa Bay Buccaneers gelangte Eddie Murray zu den Dallas Cowboys. Die Cowboys um Troy Aikman, Emmitt Smith und Jay Novacek war der amtierende Super Bowl Sieger. Murray feierte mit dem Team aus Dallas seinen größten Erfolg. Nach zwölf Siegen bei vier Niederlagen in der Saison 1993 trafen die Cowboys im Divisional-Play-off-Spiel auf die Green Bay Packers. Mit Unterstützung von Murray, ihm gelangen zwei Field-Goals, gewannen die Cowboys mit 27:17. Diesem Sieg folgte ein 38:21 gegen die San Francisco 49ers im NFC Championship Game. Murray trug ein Field Goal zum Sieg der Cowboys bei. Mit 30:13 setzten sich danach die Cowboys im Super Bowl XXVIII gegen die Buffalo Bills durch. Auch in diesem Spiel war Murray mit zwei Field Goals erfolgreich. Nach weiteren Spielzeiten in Dallas, bei den Philadelphia Eagles, den Minnesota Vikings und den Washington Redskins beendete Murray nach der Saison 2000 seine Laufbahn.

## Ehrungen
Edward Murray spielte zweimal im Pro Bowl, dem Abschlussspiel der besten Spieler einer Saison. 1980 wurde er nach dem Spiel zum Pro Bowl MVP gewählt. Ferner wurde er sechsmal zum All-Pro gewählt. Er gewann im Jahr 1989 den PFW Golden Toe Award, als bester Kicker der Saison. Zudem ist Murray Mitglied im NFL 1980s All-Decade Team und in der Tulane Athletics Hall of Fame. Mit 1.594 erzielten Punkten befindet er sich auf Platz 16 der ewigen NFL-Bestenliste.

## Nach der Laufbahn
Eddie Murray ist verheiratet und hat eine Tochter. Er lebt in Detroit und betreibt dort eine Spedition.